# Eucosmophora eurychalca
Eucosmophora eurychalca är en fjärilsart som först beskrevs av Edward Meyrick 1920.  Eucosmophora eurychalca ingår i släktet Eucosmophora och familjen styltmalar. Inga underarter finns listade i Catalogue of Life.